# Andries Pretorius
Andries Pretorius, född 27 november 1799 i Graaff-Reinet, död 23 juli 1853 i Magaliesbergen i Transvaal, var en sydafrikansk politiker. Han var far till Marthinius Pretorius.
Andries Pretorius utvandrade 1838 tillsammans med andra "voortrekkers" från Kapkolonin till Natal och blev de där bosatta boernas militäre och politiske ledare. Han besegrade samma år i grund zuluhövdingen Dingane kaSenzangakhona, förde en utpräglat antibrittisk politik och drog för att undvika den brittiska överhögheten 1848 till Transvaal. Tidvis låg han i öppet krig med de brittiska myndigheterna och lyckades 1852 vinna brittiskt erkännande av Transvaals självständighet.
Staden Pretoria är uppkallad efter Pretorius.